# John Baldacci
Pour les articles homonymes, voir Baldacci.
John Elias Baldacci, né le 30 janvier 1955 à Bangor (Maine), est un homme politique américain, membre du Parti démocrate et notamment gouverneur de l'État du Maine de 2003 à 2011.

## Biographie

### Enfance et études
John Baldacci est né le 30 janvier 1955 à Bangor dans le Maine, dans une famille libano-italienne comptant sept enfants. Enfant, il travaille dans le restaurant familial à Bangor. Diplômé au lycée de Bangor, il obtient ensuite une licence en histoire à l'université du Maine à Orono.

### Carrière parlementaire
En 1978, alors âgé de 23 ans, ce catholique est élu au conseil municipal de Bangor. En 1982, il est élu au Sénat de l'État du Maine, où il reste pendant douze ans.
En 1994, il est élu à la Chambre des représentants en reprenant le siège laissé vacant par la républicaine Olympia Snowe. Il est réélu en 1996, 1998 et 2000. Il siège dans la commission de l'agriculture, ainsi que dans celle des transports et des infrastructures.

### Gouverneur du Maine

#### Premier mandat
En 2002, John Baldacci est élu gouverneur du Maine en obtenant 47 % des voix, battant ainsi le républicain Peter Cianchette (41 %), l'écologiste Jonathan Carter (9 %) et l'indépendant John Michael (2 %). Il est assermenté le 8 janvier 2003.
Après avoir été élu, Baldacci essaye de résorber un déficit de 1,2 milliard de dollars. Il y parvient en opérant des coupes budgétaires et en augmentant les taxes. Il refuse toutefois d'augmenter les impôts, tenant ainsi l'une de ses promesses de campagne.
Il établit également un programme de santé financé par l'État connu sous le nom de Dirigo Health. Ce programme offre des subsides pour les soins médicaux aux individus et aux entreprises de moins de 50 employés résidant dans le Maine. Les individus peuvent profiter de soins illimités. Le programme est financé par des taxes imposées aux compagnies d'assurance maladie. Des critiques disent que ce programme augmente les coûts de la santé et programme la fuite des assureurs hors de l'État. Les partisans pensent au contraire que les soins préventifs diminuent les coûts de la santé.
En 2005, Baldacci étend la loi sur les droits civils afin d'interdire toute discrimination basée sur l'orientation sexuelle. Cette proposition avait déjà été refusée deux fois par référendum, mais elle est acceptée cette fois-ci.
Il soutient également la régionalisation, une politique parfois controversée visant à fusionner les services publics locaux afin de réduire les coûts de l'administration.

#### Deuxième mandat
En décembre 2005, avec un taux d'approbation de 36 %, contre 59 % d'opinions négatives, il n'arrivait qu'en 44e position en termes de popularité parmi les cinquante gouverneurs du pays, ex æquo avec Matt Blunt, gouverneur du Missouri.
En novembre 2006, il fut néanmoins réélu gouverneur avec 38 % des voix contre 30 % au candidat républicain conservateur Chandler Woodcock et 21 % à la candidate indépendante Barbara Merrill.